# Communes de la ville métropolitaine de Florence
- Haut – A
- B
- C
- D
- E
- F
- G
- H
- I
- J
- K
- L
- M
- N
- O
- P
- Q
- R
- S
- T
- U
- V
- W
- X
- Y
- Z

## B
- Bagno a Ripoli
- Barberino Val d'Elsa
- Barberino di Mugello
- Borgo San Lorenzo

## C
- Calenzano
- Campi Bisenzio
- Capraia e Limite
- Castelfiorentino
- Cerreto Guidi
- Certaldo

## D
- Dicomano

## E
- Empoli

## F
- Fiesole
- Figline Valdarno
- Florence
- Firenzuola
- Fucecchio

## G
- Gambassi Terme
- Greve in Chianti

## I
- Impruneta
- Incisa in Val d'Arno

## L
- Lastra a Signa
- Londa

## M
- Marradi
- Montaione
- Montelupo Fiorentino
- Montespertoli

## P
- Palazzuolo sul Senio
- Pelago
- Pontassieve

## R
- Reggello
- Rignano sull'Arno
- Rufina

## S
- San Casciano in Val di Pesa
- San Godenzo
- San Piero a Sieve
- Scandicci
- Scarperia
- Sesto Fiorentino
- Signa

## T
- Tavarnelle Val di Pesa

## V
- Vaglia
- Vicchio
- Vinci